# Passiflora jardinensis
Passiflora jardinensis är en passionsblomsväxtart som beskrevs av L.K. Escobar. Passiflora jardinensis ingår i släktet passionsblommor, och familjen passionsblomsväxter. Inga underarter finns listade i Catalogue of Life.